# Rio Dealu Mare
O Rio Dealu Mare é um rio da Romênia, afluente do Trestiana, localizado no distrito de Vaslui.